# Evoluzione del collegio cardinalizio durante il pontificato di Pio VIII
Di seguito è riportata l'evoluzione del collegio cardinalizio durante il pontificato di Pio VIII (31 marzo 1829 – 30 novembre 1830) e la successiva sede vacante (30 novembre 1830 – 2 febbraio 1831).

## Evoluzione in sintesi
Dopo l'elezione del cardinale Francesco Saverio Castiglioni, che prese il nome di Pio VIII, il collegio dei cardinali era costituito da 57 porporati.

Pio VIII ha creato 6 cardinali in 3 concistori.

Durante il suo pontificato sono deceduti 8 cardinali ed 1 è deceduto durante la successiva sede vacante.
| Data                                 | Avvenimento                                                                              | Totale |
| ------------------------------------ | ---------------------------------------------------------------------------------------- | ------ |
| 31 marzo 1829                        | Elezione del cardinale Francesco Saverio Castiglioni (Pio VIII)                          | 57     |
| dal 27 luglio 1829 al 10 agosto 1830 | Cardinali creati                                                                         | +6     |
| dal 27 luglio 1829 al 10 agosto 1830 | Cardinali deceduti                                                                       | -8     |
| 30 novembre 1830                     | Morte di papa Pio VIII                                                                   | 55     |
| 6 dicembre 1830                      | Morte del cardinale Pietro Vidoni                                                        | 54     |
| 2 febbraio 1831                      | Elezione del cardinale Bartolomeo Alberto (in religione Mauro) Cappellari (Gregorio XVI) | 53     |

## Composizione per paese d'origine
Fra il conclave del 1829 ed il conclave del 1830-1831 la composizione del collegio per paese d'origine dei cardinali rimase sostanzialmente immutata, con solo una piccola diminuzione dei porporati originari degli Stati preunitari, mentre gli altri provenienti dal resto d'Europa rimasero dello stesso numero.
| Paese                                  | 1829 | 1830-31 |
| -------------------------------------- | ---- | ------- |
| Regno Lombardo-Veneto                  | 5    | 4       |
| Regno delle Due Sicilie                | 6    | 4       |
| Ducato di Parma, Piacenza e Guastalla  | 3    | 2       |
| Ducato di Modena e Reggio              | 1    | 1       |
| Regno di Sardegna                      | 5    | 5       |
| Stato Pontificio                       | 24   | 24      |
| Totale Italia                          | 44   | 40      |
| Impero austriaco                       | 2    | 2       |
| Regno d'Ungheria                       | 1    | 1       |
| Regno di Francia                       | 6    | 0       |
| Regno di Francia                       | 0    | 5       |
| Regno del Portogallo                   | 1    | 1       |
| Colonia di Malta                       | 1    | 1       |
| Regno Unito di Gran Bretagna e Irlanda | 0    | 1       |
| Regno di Spagna                        | 3    | 3       |
| Totale resto Europa                    | 14   | 14      |
| Totale                                 | 58   | 54      |

## Composizione per concistoro
Dopo la morte di Leone XII, il 41% dei porporati erano stati creati dal defunto pontefice, ma il sacro collegio era ancora costituito per la maggior parte (58%) da cardinali creati da Pio VII, mentre ne era rimasto in vita solo uno creato da Pio VI. Pio VIII creò un numero esiguo di porporati, non riuscendo così ad imprimere grandi cambiamenti all'interno del collegio cardinalizio, e durante il suo breve pontificato morirono solo 8 porporati di Pio VII e l'unico superstite di Pio VI; nel conclave successivo alla sua morte, il collegio era così composto in egual misura da cardinali creati dai suoi 2 predecessori, mentre quelli nominati dal defunto pontefice erano appena 5.
| Concistoro          | 1829 | 1830-31 |
| ------------------- | ---- | ------- |
| Giugno 1795         | 1    |         |
| Creati da Pio VI    | 1    | 0       |
| Febbraio 1801       | 5    | 4       |
| Gennaio 1803        | 1    | 1       |
| Luglio 1803         | 1    | 1       |
| Marzo 1804          | 1    | 1       |
| Marzo 1816          | 11   | 7       |
| Ottobre 1817        | 1    | 1       |
| Giugno 1819         | 1    | 1       |
| Settembre 1819      | 1    | 1       |
| Dicembre 1822       | 1    |         |
| Marzo 1823          | 9    | 8       |
| Maggio 1823         | 1    |         |
| Creati da Pio VII   | 33   | 25      |
| Maggio 1824         | 2    | 2       |
| Settembre 1824      | 3    | 3       |
| Dicembre 1824       | 2    | 2       |
| Marzo 1825          | 2    | 2       |
| Marzo 1826          | 2    | 2       |
| Ottobre 1826        | 9    | 9       |
| Giugno 1827         | 2    | 2       |
| Dicembre 1828       | 2    | 2       |
| Creati da Leone XII | 24   | 24      |
| Luglio 1829         |      | 1       |
| Marzo 1830          |      | 3       |
| Luglio 1830         |      | 1       |
| Creati da Pio VIII  |      | 5       |
| Totale              | 58   | 54      |

## Elenco degli avvenimenti
| Data             | Avvenimento                                                                                                  | Paese                                  | Cardinali |
| ---------------- | --- | -------------------------------------- | --------- |
| 31 marzo 1829    | Elezione papale del cardinale Francesco Saverio Castiglioni con il nome di Pio VIII                          | Stato Pontificio                       | 57        |
| 27 luglio 1829   | Concistoro per la creazione di 2 cardinali:                                                                  | Stato Pontificio                       | 59        |
| 27 luglio 1829   | Cesare Nembrini Pironi Gonzaga                                                                               | Stato Pontificio                       | 59        |
| 27 luglio 1829   | Remigio Crescini                                                                                             | Ducato di Parma, Piacenza e Guastalla  | 59        |
| 10 dicembre 1829 | Morte del cardinale Anne-Louis-Henri de La Fare                                                              | Regno di Francia                       | 58        |
| 24 gennaio 1830  | Morte del cardinale Giuseppe Firrao il Giovane                                                               | Regno delle Due Sicilie                | 57        |
| 21 febbraio 1830 | Morte del cardinale Anne-Antoine-Jules de Clermont-Tonnerre                                                  | Regno di Francia                       | 56        |
| 15 marzo 1830    | Concistoro per la creazione di 3 cardinali e di 8 in pectore:                                                | Stato Pontificio                       | 59        |
| 15 marzo 1830    | Thomas Weld                                                                                                  | Regno Unito di Gran Bretagna e Irlanda | 59        |
| 15 marzo 1830    | Raffaele Mazio                                                                                               | Stato Pontificio                       | 59        |
| 15 marzo 1830    | Domenico De Simone                                                                                           | Stato Pontificio                       | 59        |
| 2 aprile 1830    | Morte del cardinale Giulio Maria della Somaglia                                                              | Ducato di Parma, Piacenza e Guastalla  | 58        |
| 7 aprile 1830    | Morte del cardinale Francesco Bertazzoli                                                                     | Stato Pontificio                       | 57        |
| 5 luglio 1830    | Concistoro per la creazione di 1 cardinale:                                                                  | Stato Pontificio                       | 58        |
| 5 luglio 1830    | Louis-François-Auguste de Rohan-Chabot                                                                       | Regno di Francia                       | 58        |
| 20 luglio 1830   | Morte del cardinale Remigio Crescini                                                                         | Ducato di Parma, Piacenza e Guastalla  | 57        |
| 25 luglio 1830   | Morte del cardinale Francesco Cesarei Leoni                                                                  | Stato Pontificio                       | 56        |
| 10 agosto 1830   | Morte del cardinale Pietro Vidoni                                                                            | Regno Lombardo-Veneto                  | 55        |
| 30 novembre 1830 | Morte di papa Pio VIII                                                                                       | Stato Pontificio                       | 55        |
| 6 dicembre 1830  | Morte del cardinale Pietro Gravina                                                                           | Regno delle Due Sicilie                | 54        |
| 14 dicembre 1830 | Apertura del conclave                                                                                        | Stato Pontificio                       | 54        |
| 2 febbraio 1831  | Elezione papale del cardinale Bartolomeo Alberto (in religione Mauro) Cappellari con il nome di Gregorio XVI | Stato Pontificio                       | 53        |